# Ricardo Ribas
Ricardo Domingos Pires Ribas (ur. 8 października 1977 w Hamburgu) – portugalski lekkoatleta specjalizujący się w biegach długodystansowych i przełajowych, olimpijczyk z Rio de Janeiro.

## Przebieg kariery
Na początku XXI wieku startował przede wszystkim w mistrzostwach świata w biegach przełajowych, najlepszy wynik uzyskał w 2006 roku,  gdy na mistrzostwach świata w Fukuoce zajął 47. pozycję. Ponadto w 2002 otrzymał złoty medal mistrzostw Portugalii w biegu na dystansie 5000 metrów, w 2009 zaś wywalczył brązowy medal na igrzyskach Luzofonii w konkurencji biegu ulicznego na 10 kilometrów.
W 2014 uczestniczył w mistrzostwach Europy, na których zajął 12. pozycję w biegu na 10 000 metrów oraz 10. pozycję w maratonie. Dwa lata później wystartował w letniej olimpiadzie w Rio de Janeiro, w ramach której rywalizował w maratonie i zajął 133. pozycję z czasem 2:38:29. W 2017 wziął udział w mistrzostwach świata, na których nie zdołał ukończyć maratonu.

## Osiągnięcia
| Rok     | Zawody                                    | Miasto         | Miejsce | Konkurencja      | Wynik    |
| ------- | ----------------------------------------- | -------------- | ------- | ---------------- | -------- |
| 2002    | Mistrzostwa świata w biegach przełajowych | Dublin         | 85.     | krótki dystans   | 13:20    |
| 2004    | Mistrzostwa świata w biegach przełajowych | Bruksela       | 105.    | długi dystans    | 40:30    |
| 2005    | Mistrzostwa świata w biegach przełajowych | Saint-Étienne  | 56.     | długi dystans    | 38:30    |
| 2006    | Mistrzostwa świata w biegach przełajowych | Fukuoka        | 47.     | długi dystans    | 37:40    |
| 2007    | Mistrzostwa świata w biegach przełajowych | Mombasa        | 93.     | seniorzy, ind.   | 40:54    |
| 2008    | Mistrzostwa świata w biegach przełajowych | Edynburg       | DNF     | seniorzy, ind.   | N/A      |
| 2014    | Mistrzostwa Europy                        | Zurych         | 12.     | bieg na 10 000 m | 29:09,47 |
| 2014    | Mistrzostwa Europy                        | Zurych         | 10.     | maraton          | 2:15:43  |
| 2016    | Letnie igrzyska olimpijskie               | Rio de Janeiro | 133.    | maraton          | 2:38:29  |
| 2017    | Mistrzostwa świata                        | Londyn         | DNF     | maraton          | N/A      |
| Źródło: |                                           |                |         |                  |          |

## Rekordy życiowe
- bieg na 5000 m – 13:39,88 (6 lipca 2006, Lucerna)
- bieg na 10 000 m – 28:47,16 (24 marca 2012, Lizbona)
- chód na 10 km – 28:51 (20 grudnia 2008, Lizbona)
- chód na 20 km – 1:00:56 (20 października 2005, Almeirim)
- półmaraton – 1:03:58 (31 lipca 2005, Pombal)
- maraton – 2:13:21 (24 kwietnia 2016, Düsseldorf)

Źródło: 